# まめだ
『まめだ』 は、上方落語の演目で、三田純市作の新作落語。1966年に執筆され、同年に3代目桂米朝により初演された。
「まめだ」とは関西における妖怪・豆狸（まめだぬき）の呼び名で、子ダヌキの意味でもある。人間にこらしめられて傷ついた子ダヌキが人間に化けて膏薬を買いに来るが、薬の使い方がわからずに死んでしまうという内容。
三田が道頓堀界隈の芝居小屋に伝わっていた伝承をもとに書き下ろした。人情噺の趣もあるが、米朝本人は「オチのあるれっきとした落とし噺」と言っている。
桂歌丸は2015年に米朝の訃報が伝えられた際に、「『まめだ』を習いたかった」という趣旨のコメントを述べた。歌丸自身も大師匠格であるにもかかわらず、米朝の息子である5代目桂米團治に「米朝師匠に稽古をつけてもらいたい」と打診し、「もう無理でしょう」と丁重に断られたと紹介した。
2014年9月18日、米朝の自宅の洋服箱から、三田による直筆原稿が発見された。

## あらすじ
歌舞伎役者・市川右團次（のちの初世市川齊入）の弟子に、三津寺の門前の膏薬屋「本家びっくり膏」の息子・右三郎がいたという。右三郎は、母が作る膏薬を塗りながらのトンボ返りの猛練習の甲斐あって、いい役がつくようになっていた。
右三郎は、ある雨の夜、芝居茶屋で傘を借りて帰宅する途中、傘が急に重くなったので、傘をつぼめてみるが、何もない、という怪異にくり返し襲われる。「こら『まめだ』のせいやな。しょうもないテンゴ（＝いたずら）しやがって。ようし、ひとつ懲らしめたれ」と傘を差したままでトンボを切ってみせると、何かが地面にたたきつけられて悲鳴が聞こえ、黒い犬のようなものが逃げて行った。
ある朝、右三郎は自宅の店で母から「どうもけったい（＝変）や。このごろ、色の黒い陰気な丁稚が膏薬を買いに来るのやが、それが買いに来てからというもの、あとで勘定が合わんねん。1銭足らいで（＝足りなくて）、代わりに銀杏の葉ァが1枚入ってんねん」と言われる。それを聞いた右三郎は、「アホ言いな。落ち葉の時期や。三津寺（みってら）さんの前、銀杏の葉ァだらけや」と笑ってすましてしまう。
そのうち、勘定は元通り合うようになり、丁稚も店に来なくなる。
ある朝、右三郎が芝居小屋に出かけようとすると、三津寺に人だかりがしている。皆が「境内に、体一杯に貝殻つけた『まめだ』が死んどンで」というので見てみれば、その貝殻は「本家びっくり膏」の容器に使用しているものであった。右三郎は、あのトンボを切った雨の夜に「まめだ」が強く体を痛めたために、丁稚の姿に化け、銀杏の葉を金に変えて膏薬を買いに来ていたことを悟る。
「お前な、言わんかい、教（お）せたンねやがな。紙かキレ（＝布）に伸ばしてあてがわなんだら（＝あてがわないと）いかんのに、貝のままベタベタ毛ェの生えた体に付けて、何が効くかいな……」
右三郎がそう言うなり絶句すると、母親と町内の者はいたく同情し、三津寺に頼んで簡単な葬儀を取り計らってもらう。住職が読経を始めると、突如、秋風が吹いて、銀杏の落ち葉が「まめだ」の死骸を覆った。
「あ、お母はん見てみ。タヌキの仲間から仰山（ぎょうさん＝沢山）、香典が届いたがな」